# Concatedral de San Patricio (Billings)
La Concatedral de San Patricio (en inglés: St. Patrick's Co-Cathedral) es una catedral católica en Billings, Montana, Estados Unidos. Junto con la catedral de Santa Ana en Great Falls, Montana es la sede de la diócesis de Great Falls-Billings.
La primera parroquia en Billings fue nombrado en honor de San Joaquín, y se estableció en 1887. En el siglo XX Billings estaba en la necesidad de una iglesia más grande y St. Patrick fue establecida. El edificio actual iglesia fue construida en estilo neogótico en 1904.
El Papa Juan Pablo II renombro la Diócesis de Great Falls como la Diócesis de Great Fall-Billings el 14 de febrero de 1980.  En ese momento la Iglesia de St. Patrick se unió a la catedral de Santa Ana en Great Falls como la concatedral de la diócesis.

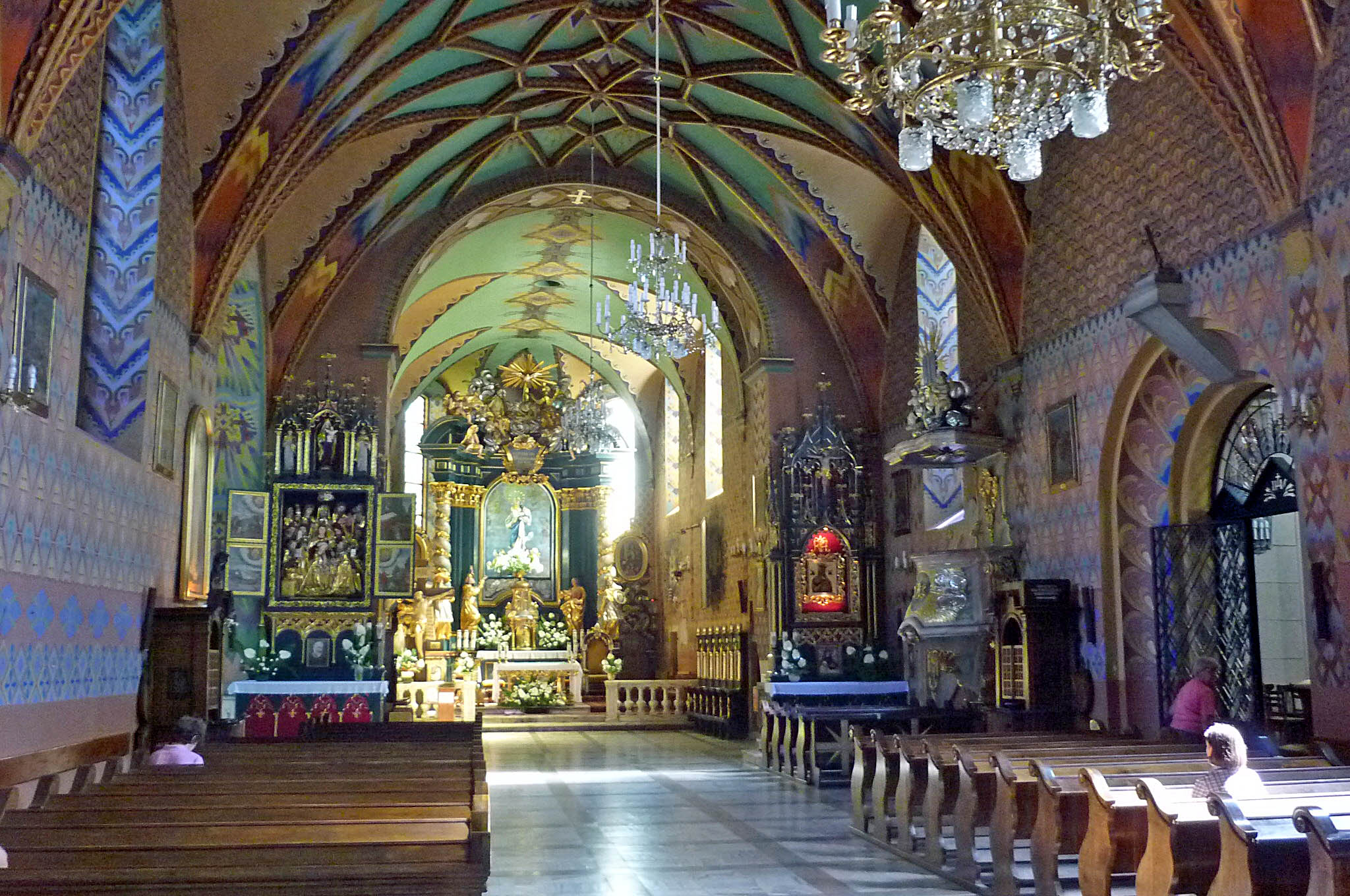
Vista interna